# Jonas Bratt
Jonas Larsson Bratt, född 16 juni 1683 i Filipstad, död  28 april 1737, var en svensk överkrigskommissarie och brukspatron.

## Biografi

### Uppväxt och Sachsen
Jonas Bratt föddes 1683 som fjärde barnet i familjen Lars Bratt och Elisabeth Jonsdotter Fernell. Familjen tillhörde släkten Bratt från Brattfors, med rötter i Värmland och Norge. Han gick i skola i Karlstad och därefter vid universitetet i Uppsala fram till 1705. Bratt anslöt sig året därpå till svenska armén i Sachsen i Altranstädt. 17 januari 1707 blev Bratt utnämnd till auditör vid Pritzens av Wyrtenberg dragonregemente  även kallat Skånska Ståndsdragonerna eller Buchwalds Dragoner.

### Ryssland
År 1707 inledde Karl XII sitt fälttåg mot Ryssland i det som kom att kallas Stora nordiska kriget. Bratt deltog detta år i den svenska inmarschen i Ryssland och var med om köldmarscherna i Lillryssland vintern 1708–1709. Han var även med vid belägringen av och slaget vid Poltava. Bratt är en av endast två personer från Buchwalds Dragoner som undgick att dödas eller tillfångatas när regementet förintades under slaget vid Poltava. Den andre var löjtnanten Per Gustav Bäverfeldt. Bratt lyckades inte bara överleva utan även ta sig till Perevolotjna vid floden Dnepr där de överlevande hanns upp av förföljande ryska styrkor. På något sätt lyckades Bratt ta sig över Dnepr och ta sig fram till Södra Bug där han tillsammans med resterna av den karolinska armén kunde ta sig in på osmanskt territorium. Flykten mellan Perevolotjna och Bug var även den mycket farlig och många av de flyende dödades av förföljande ryskt kavalleri. Eftersom Bratt endast skriftligen beskrivit detta genom sin reseräkning så är detaljerna kring flykten oklara.

### Turkiet
De överlevande svenska styrkorna, inklusive Bratt, inhystes i Bender. Relationerna mellan sultanen och svenskarna var inledningsvis goda, men blev efterhand mycket dåliga, något som kom att leda till kalabaliken i Bender, vilket var en strid den 1 februari 1713 mellan Karl XII och hans karoliner och turkiska och tatariska soldater när turkarna försökte tvinga Karl XII att lämna lägret. Bratt lyckades överleva även detta trots att han, som han själv skriver "blef af turkarna tillfångatagen och illa hanterad". 

### Värmland
År 1714 lyckades Bratt ta sig tillbaka från Turkiet till Sverige tillsammans med överste Anders Eriksson Leijonhielm. Väl hemma slog han sig ner i Filipstad och gifte sig med Ewa Herwegh. Under de följande åren blev Bratt en välbeställd man som överkrigskommissarie i Värmland, samt genom arv från sin styvfar Christian von Nackreij, det är under denna tid han förvärvar Rottneros herrgård och bruk samt halva Rottneholms bruk, där han blev brukspatron. På Jonas Bratts tid var herrgården betydligt mindre än vad den är idag. Bratt avled den 28 april 1737 på Rottneros. I parken på Rottneros herrgård finns idag ett minnesmärke över Bratt som skänktes av Brattska släktföreningen under en släktträff i Värmland 1985. Minnesmärket är beläget i den lilla klockstapeln som återfinns på vänster sida framför huvudbyggnaden.